# Breiter Luzin
Breiter Luzin er en mesotrofisk sø i Feldberger Seenlandschaft i det østlige Mecklenburg. Dens navn stammer fra den slaviske stamme Lutici, som engang boede her.

## Beliggenhed
Søen er omkring 3,3 kilometer lang og 1,8 kilometer bred. Den ligger i Feldberg sølandskab naturpark nordøst for dens hovedby Feldberg  i Landkreis Mecklenburgische Seenplatte i East Mecklenburg i delstaten i Mecklenburg-Vorpommern.

## Oprindelse
Det er en issø dannet under den Weichsel-istiden. Breite Luzin er den tredjedybeste sø i Mecklenburg-Vorpommern efter Schaalsee og Tiefen See.

## Inddeling
Søen er opdelt i to dele, adskilt af Mönkenwerder-næsset. Den vestlige del er væsentlig større og dybere, end den anden. Den nordvestlige bred er meget stejl, både over og under vandet, hvorfor der næsten ikke er siv der. For det meste er bredderne her dækket af blandet skov, hvor hovedbestanddelen er almindelig bøg. Den sydøstlige del af søen er omkranset af græs- og agerland. Der er dog også et bælte af rødel ved kysten der. I modsætning til resten er den sydøstlige kyst fladere og har et bredt sivbælte. Den østlige del af søen (Lütter See) er meget mindre og mere lavvandet, har to centrale øer og er op til 10 meter dyb. Kysterne her er forholdsvis flade, for det meste dækket af træer. 

## Brug
Søen bruges til rekreation og fiskeri. Der er fire badestrande ved den, hvoraf den ene er på den vestlige bred ved Feldberger Hütte, en nudiststrand på den sydøstlige bred og en anden strand på den nordøstlige bred. Den fjerde badestrand ligger ved L 231 (ved Lütten See).
Både med forbrændingsmotor er kun tilladt på søen for lokale.

## Fauna
Almindelige fiskearter omfatter: ål, knude, gedde, aborre, skalle, hork, brasen, suder og den endemiske heltling; Karusse, hvidbrasen, trepigget hundestejle, karper, sølvkarper, sandart og europæisk malle findes sjældent. Den finnestribet ferskvandsulk (Cottus poecilopus) er meget sjældent til stede.
Af krebs- og bløddyr i søen findes den amerikanske krebs, ferskvandspungreje  (Mysis relicta) og den store flodmusling  tilspidset malermusling (Unio tumidus), som nu er yderst sjælden i Tyskland.